# Лопарит
Лопарит — мінерал класу оксидів і гідроксидів, підкласу складних оксидів, ніобо-титанат церію та ін. легких лантаноїдів каркасної будови. Група перовськітів.

## Історія та етимологія
Мінерал, відомий сьогодні як лопарит (Ce), вперше був знайдений фінським геологом Вільгельмом Рамзаєм (1865-1928) у Ловозерській тундрі (у 1890 році). Він же дав первинний опис мінералу.
Мінерал докладно описаний російським геологом Кузнецовим І.Г. у 1925 р. Названий за застарілою назвою  фіно-угорського народу Північної Європи, зокрема, Кольського півострова: саамі — лопарі.

## Загальний опис
Хімічна формула за Є. Лазаренком: (Се, Na) TiO3. Містить (%): Na2O — 8,32; TR2O3 — 30,80; TiO2 — 39,65. Домішки: оксиди Nb, Ca, Sr, Th, Ta.
За іншими даними: (Се, Na, Ca) (Ti, Nb) О3 або (Na,Ce,Sr)(Ce,Th)(Ti,Nb)₂O₆.
Вигляд кристалів псевдокубічний (кубооктаедричний); характерні зірчасті двійники проростання.
Сингонія кубічна (за ін. даними — моноклінна).
Спайність відсутня.
Густина 4,6-4,9.
Твердість 5,5-6,0.
Колір смоляно-чорний, рідше бурий.
Блиск скляний до металічного, на зламі жирний.
Риса коричнева.
Крихкий.
Злам нерівний.
Походження магматичне. Структура — перовськітового типу. Зустрічається в агпаїтових нефелінових сієнітах, рідше в лужних пегматитах. Виявлений також в деяких рідкіснометалічних гранітах. У зоні гіпергенезу відносно стійкий, утворює розсипи. Асоціація: нефелін, мікроклін, егірин, рідкісноземельний апатит, арфведсоніт, перовськіт, ільменіт, евдіаліт–евколіт, титаніт, лампрофіліт.

## Поширення
Поширений у Хібінському і Ловозерському масивах,  на Кольському п-ові; на
масиві Юллимах Центральний Алдан); Північному Прибайкаллі, Східному Забайкаллі, у Туві, Росія. Знахідки: Браттаген, Лагендален, поблизу Ларвіка та Бюера, Бьоркдален, Норвегія. В комплексі Гардінер, фіорд Кангердлугсуак, східна Гренландія. на Тенерифе, Канарські острови. У карбонатиті озера Шрібурт, Онтаріо, Канада. У Сарамбі та Чірікеле, Парагвай. Мінас-Жерайс, Бразилія. На острові Боа-Вішта, Кабо-Верде.

## Переробка і застосування
Основний метод збагачення лопаритових руд — гравітаційний з подальшою флотацією шламів.
Вихідну руду піддають двостадійному дробленню та мокрому подрібненню, потім її направляють на гідравлічну класифікацію. Крупні класи збагачують на відсаджувальних машинах із поверненням хвостів відсадки на подрібнення, а дрібні — на концентраційних столах. Отриманий колективний егірин-лопаритовий концентрат зневоднюють, сушать і піддають електромагнітній та електростатичній сепарації для видалення егірину (лопарит виділяється у провідникову фракцію), а потім електромагнітній сепарації (лопарит, на відміну від егірину, переходить у немагнітну фракцію).
Лопарит — цінна сировина на Та, Nb, TR, Ti. Руда рідкісноземельних елементів, титану, ніобію, танталу. Видобувається, зокрема, на Кольському півострові.
Крім того, лопарит (Ce) є затребуваним мінералом серед колекціонерів через його рідкість, добре розвинені кристали-близнюки та привабливі зразки.